# HandBrake
HandBrake (« frein à main » en anglais) est un transcodeur open source multiplate-forme.

## Histoire
Le projet HandBrake a démarré en 2003 grâce à son fondateur Eric « titer » Petit. Ce dernier a continué à être le développeur en chef jusqu'en avril 2006 puis, après quelques interventions sur le forum du logiciel, il disparaît du projet sans aucune explication.
Au début de septembre 2006, les développeurs Rodney Hester et Chris Long lancent la première version stable de HandBrake. Après cette date, le logiciel se fige et n'est plus mis à jour.
Le 26 janvier 2007, Rodney Hester décide de créer un nouveau projet nommé MediaFork qui se base sur HandBrake. En effet, après le départ du fondateur initial, les développeurs n'avaient pas un accès total au projet de « titer ».
Le 13 février 2007, le fondateur de HandBrake refait surface et encourage l'équipe de MediaFork dans leur travail. Après ce soutien, MediaFork remplace HandBrake et prend le nom de ce dernier.
Au fur et à mesure des mises à jour, HandBrake devient l'un des logiciels libres les plus populaires du monde, remplaçant rapidement et avantageusement le projet abandonné VirtualDub.

## Présentation
HandBrake est utilisé pour transcoder une source vidéo. Il peut aussi servir à extraire un film d'un DVD ou disque Blu-Ray non protégé dans un fichier vidéo MPEG-4 ou Mastroska. Pour cela, il possède plusieurs fonctionnalités.

### Fonctionnalités principales

#### Préréglages
HandBrake propose des réglages préenregistrés pour faciliter son utilisation. Il en existe douze.
Appareils :
- Universel
- iPod
- iPhone & iPod touch
- iPad
- Apple TV
- Apple TV 2
- Apple TV 3
- Android
- Tablette Android
- Windows Phone 8

Régulier :
- Normal
- Profil haut (High Profile en anglais)

#### Fichiers d'entrée et de sortie
HandBrake peut gérer plusieurs types de sources : la plupart des fichiers vidéo, les DVD et disques Blu-Ray.
Les fichiers de sortie sont multiples et diversifiés :
- Conteneur vidéo : .mp4 (.m4v), .mkv et .webm
- Codec vidéo : MPEG-2, H.264, H.265, VP8, VP9, AV1 et Theora
- Codec audio : AAC, MP3, Flac, AC-3, E-AC3, Opus et Vorbis
- Intercommunication audio : pistes AC-3, DTS, DTS-HD, AAC et MP3

### Autres caractéristiques
HandBrake dispose de plusieurs autres fonctionnalités :
- Titres et chapitres
- Files d'attente
- Gestion des marques de chapitre
- Sous titres (VobSub, Closed Captions CEA-608, SSA et SRT)
- Qualité constante (constant quality) et débit binaire moyen d'encodage (average bitrate video)
- Support pour Variable bitrate (VBR) et Constant bitrate (CBR)
- Filtres vidéo : désentrelacement (deinterlacing), désentrelacement variable (decomb), débruitement (denoise), détélécinement (detelecine), anti-blocs (deblock), niveaux de gris (grayscale), rognage (cropping) et mise à l'échelle (scaling).
- Aperçu vidéo en temps réel

## Projets annexes

### EasyBrake
HandBrake a servi de base à la création d'EasyBrake  qui permet d'utiliser HandBrake sans aucune notion des réglages de ce dernier, EasyBrake prenant en charge les réglages optimaux. L'installation d'HandBrake n'est pas nécessaire puisque EasyBrake repose sur celui-ci et l'inclut dans son installation.

### VidCoder
VidCoder  utilise HandBrake comme moteur d'encodage et change l'interface graphique, l’ergonomie des paramètres avancés d'encodage et propose au total quinze langues différentes dont le français.

## Polémiques

### Sécurité
Début mai 2017, des hackers malveillants se sont introduits dans les serveurs hébergeant le site officiel du logiciel HandBrake. À ce stade, les utilisateurs Mac de HandBrake sont susceptibles d'être exposés au cheval de Troie nommé OSX.Proton.B,,.